# 色原みたび
色原 みたび（いろはら みたび、5月24日 - ）は、日本の漫画家。男性。血液型はAB型。『少年マガジンR』にて「欲鬼」を連載。

## 概要
高校生の頃から本格的に絵を描き始め、専門学校に通いつつ、講談社の第17回「月マガ新人漫画賞グランドチャレンジ」において読み切り作品「.GOD」で佳作を受賞し、2012年10月発売の『月刊少年マガジン＋』Vo.4の、本誌掲載権争奪新人読切バトル「グランドチャレンジチャンピオンカーニバル（GCCC）」にて「.GOD」が掲載された。さらに、第20回の同漫画賞では読み切り作品「感情欠落者」で佳作を受賞する。この「感情欠落者」は加筆修正された後に読み切り作品「E.L.E.R. [エラー]」として、2013年2月20日発売の『月刊少年マガジン＋』Vol.5に掲載された。
その後、同年6月と10月発売の『月刊少年マガジン＋』Vol.6とVol.7にて、山原義人原作の「THE ABSOLUTE」を前後編で連載し、2015年4月20日創刊の『少年マガジンR』第1号より「欲鬼」の連載を開始した。その際に『少年マガジンR』創刊号の表紙も飾っている。なお、同年4月5日発売の『月刊少年マガジン』2015年5月号において「欲鬼」の先行読切が掲載されている。
元々のペンネームは「RBY」で、その由来はペンネームを決める際に何となく思い付いた信号の色の「Red」「Blue」「Yellow」の頭文字から。変更後の現在のペンネーム「色原みたび」は、RBY＝三原色を逆から読んだもの。本人は気に入っているものの、親からは「ださい」の一言で片づけられたという。影響を受けた漫画家は大暮維人。

## 作品一覧

### 連載作品
- 欲鬼（『少年マガジンR』、2015年1号（2015年4月） - 2019年3号（2019年4月））全30話+読切2話。

### 読み切り作品
- .GOD（『月刊少年マガジン＋』Vol.4（2012年10月18日））
- E.L.E.R. [エラー]（『月刊少年マガジン＋』Vol.5（2013年2月20日））新人漫画賞佳作受賞時のタイトルは「感情欠落者」。
- THE ABSOLUTE（原作：山原義人。『月刊少年マガジン＋』Vol.6（2013年6月20日）、Vol.7（2013年10月19日））